# Исмаил Самани (връх)
Исмаил Самани (на таджикски: Қуллаи Исмоили Сомонӣ; в миналото известен още като връх Комунизъм и връх Сталин) е най-високият връх в Таджикистан и в бившия Съветски съюз. Висок е 7495 m и се намира в планината Памир. Наречен е по името на Исмаил Самани, владетел от династията на Саманидите. За пръв път върхът е изкачен през 1933 г. от Евгений Абалаков.

## Наименование
Първото име, което носи върха от 1932 г. е връх Сталин (на руски: пик Сталина). През 1962 г., като част от процеса на десталинизация, върхът е преименуван на връх Комунизъм (на руски: пик Коммунизма). През 1998 г. му е дадено сегашното име, в почит на Исмаил Самани.

## География
Върхът се намира в централната част на Таджикистан, на границата между Горнобадахшанска автономна област на изток и Райони на централно подчинение в Таджикистан на запад, на около 300 km източно от Душанбе. Върхът е с надморска височина от 7495 m и влиза в състава на хребета на Академия на науките, част от планинския масив Памир. Това е най-високият връх в Памир. Въпреки че се намира в сух район, стръмният връх е покрит от множество ледници.

## История
През 1928 г. в Памир е открит връх, по-висок от връх Ленин (7134 m), намиращ се на 90 km североизточно. Първоначално, този връх е помислен, че е връх Гармо (6595 m), но след няколко съветски експедиции става ясно през 1932 г., че това са два отделни върха и новият връх е наречен връх Сталин – в чест на Сталин.
Първото му изкачване е осъществено на 9 септември 1933 г. от съветския алпинист Евгений Абалаков, който го изкачва сам, след като е бил придружаван от Николай Горбунов.